# Alexandre Sanvisens i Marfull
Alexandre Sanvisens i Marfull (Mollet del Vallès, Vallès Oriental, 1918 — Barcelona, 9 d'abril de 1995) va ser un pedagog, filòsof, humanista i esperantista català.
Va ser rector de la Universitat Laboral de Tarragona (1959-63) i catedràtic de Pedagogia Social (1965) i de Pedagogia General (1969) a la Universitat de Barcelona. En aquesta universitat va ser també cap de la Secció de Pedagogia, des d'on va impulsar un canvi d'orientació a la pedagogia universitària per integrar-la als nous corrents educatius des d'una perspectiva interdisciplinària. Es va interessar especialment per la pedagogia de la comunicació, per la dimensió cibernètica de l'aprenentatge i per totes aquelles innovacions que podien optimitzar d'una forma creativa l'educació com a sistema. També va conrear la sociologia de l'educació, la pedagogia comparada, la tecnologia de la comunicació social i la teoria de sistemes.
Alexandre Sanvisens va ser també un defensor de la llengua auxiliar internacional esperanto. Entre les tesis doctorals que va dirigir, destaca la de la també esperantista Neus Moly i Martí, amb el títol Llenguage, pedagogia i cibernètica. Aspectes pedagògico-cibernètics de l'ambigüitat lingüística.
El 2010 la Revista Española de Pedagogía, amb el suport econòmic de la Universidad Internacional de la Rioja, va convocar un premi a la memòria d'Alexandre Sanvisens.

## Obres
- Autos sacramentales eucarísticos / selección y revisión de Alejandro Sanvisens (Barcelona: Editorial Cervantes, 1952)
- Constantes y coincidencias pedagógico-bisociológicas (1969)
- Cibernética y educación (1969)
- Cibernética del aprendizaje (1976)
- La función del pedagogo en la sociedad actual (1979)
- Cibernética de lo humano (1984)
- La teoria dels corrents educatius (1987)
- Pedagogia de Tirant lo Blanc (1991)